# Lekkoatletyka na Światowych Wojskowych Igrzyskach Sportowych 2019 – rzut młotem mężczyzn
Rzut młotem mężczyzn – jedna z konkurencji technicznych rozegranych w dniu 26 października 2019 roku podczas 7. Światowych Wojskowych Igrzyskach Sportowych na kompleksie sportowym WH FRSC Stadium w Wuhanie. Polak Wojciech Nowicki zdobył złoty medal wynikiem 77,38 m.

## Terminarz
| Data                      | Godzina (UTC+08:00) | Wydarzenie |
| ------------------------- | ------------------- | ---------- |
| 26 października 2019(dts) | 19:10               | Finał      |

## Rekordy
Tabela prezentuje rekord świata, a także rekord Igrzysk wojskowych (CSIM) przed rozpoczęciem mistrzostw.
|                                   | Zawodnik       | Wynik | Miejsce   | Data                  |
| --------------------------------- | -------------- | ----- | --------- | --------------------- |
| Rekord świata                     | Jurij Siedych  | 86,74 | Stuttgart | 30 sierpnia 1986(dts) |
| Rekord Igrzyska wojskowych (CSIM) | Andrij Skwaruk | 79,76 | Zagrzeb   | 15 sierpnia 1999(dts) |

## Uczestnicy
Jedno państwo mogło wystawić dwóch zawodników. Do zawodów zgłoszonych zostało 11 zawodników reprezentujących 9 kraje, sklasyfikowanych zostało 10, jeden zawodnik nie zaliczył żadnego rzutu młotem. Złoty medal zdobył Wojciech Nowicki wynikiem 77,38 m.

## Medaliści
| Złoto                     | Srebro                     | Brąz                   |
| Wojciech Nowicki · Polska | Jewgeni Korotowski · Rosja | Denis Łukjanow · Rosja |

## Finał
| Pozycja | Zawodnik                  | Reprezentacja    | #1    | #2    | #3    | #4    | #5    | #6    | Rezultat | Uwagi |
| ------- | ------------------------- | ---------------- | ----- | ----- | ----- | ----- | ----- | ----- | -------- | ----- |
| 1. !    | Wojciech Nowicki          | Polska           | 75,36 | 74,29 | 76,39 | 76,88 | 76,49 | 77,38 | 77,38    |       |
| 2. !    | Jewgeni Korotowski        | Rosja            | 75,26 | x     | x     | x     | x     | 75.24 | 75,26    |       |
| 3. !    | Denis Łukjanow            | Rosja            | 67,72 | 71,83 | x     | 72,44 | 71,93 | 71.28 | 72,44    |       |
| 4       | Suhrob Xoʻjayev           | Uzbekistan       | 69,05 | 69,33 | 68,50 | 71,53 | x     | 70,30 | 71,53    |       |
| 5       | Mostafa Hicham Al-Gamal   | Egipt            | 66,73 | x     | 67,76 | 68.74 | x     | 66,59 | 68.74    |       |
| 6       | Allan Wolski              | Brazylia         | 65,98 | x     | 65,99 | x     | 67,80 | 68.11 | 68.11    |       |
| 7       | Guo Kun                   | Chiny            | 63,57 | 65,68 | 62,00 | 64,77 | 64,30 | 64,45 | 65,68    |       |
| 8       | Wagner Domingos           | Brazylia         | 63,73 | 61,53 | 63,22 | 64.04 | 63,77 | 63,56 | 64.04    |       |
| 9       | Mohamed Hussain Aldubaisi | Arabia Saudyjska | 55,85 | x     | 57.30 | NQ    | NQ    | NQ    | 57.30    |       |
| 10      | Mahmoud Elgohary          | Brunei           | x     | 49,39 | 55,73 | NQ    | NQ    | NQ    | 55,73    |       |
| –       | Rashed Alfailkawi         | Ukraina          | x     | x     | x     | NQ    | NQ    | NQ    | NM       |       |

Źródło: Wuhan